# Ruta del Centro
La Ruta del Centro est une course cycliste par étapes créée en 2011 et disputée au Mexique. En 2013, elle fait partie du calendrier de l'UCI America Tour en catégorie 2.2.

## Palmarès
| Année | Vainqueur             | Deuxième              | Troisième            |               |
| ----- | --------------------- | --------------------- | -------------------- | ------------- |
| 2011  | Luis Pulido           | Ángel Portillo        | Gregorio Ladino      |               |
| 2012  | Víctor García         | Juan Pablo Magallanes | Héctor Rangel        |               |
| 2013  | Víctor García         | Juan Pablo Magallanes | Bernardo Colex       |               |
| 2014  | Bernardo Colex        | Francisco Matamoros   | Jaime Castañeda      |               |
| 2015  | Pas de course         | Pas de course         | Pas de course        | Pas de course |
| 2016  | Juan Pablo Magallanes | Moisés Aldape         | Flavio de Luna       |               |
| 2017  | Víctor García         | Moisés Aldape         | José Alfredo Aguirre |               |
| 2018  | Ignacio Sarabia       | Moisés Aldape         | Iván Carbajal        |               |